# Brooklyn Americans
Brooklyn Americans byl profesionální americký klub ledního hokeje, který sídlil v New Yorku. V letech 1941–1942 působil v profesionální soutěži National Hockey League. Své domácí zápasy odehrával v hale Madison Square Garden. Klubové barvy byly červená, modrá a bílá.
Brooklyn Americans byl pokračovatelem týmu New York Americans. V NHL ovšem odehrál pouze jednu sezonu. Po vstupu USA do války se jejich konkurentovi, celku New York Rangers, rozpadl kádr a vedení „brooklynských Američanů” se jim rozhodlo přenechat svůj kádr. S NHL se Brooklyn Americans rozloučili s bilancí 16 výher, 3 remízy a 29 porážek při skóre 133:175.

## Umístění v jednotlivých sezonách
Stručný přehled
Zdroj: 
- 1941–1942: National Hockey League

Jednotlivé ročníky
Zdroj: 
Legenda: Z - zápasy, V - výhry, VP - výhry v prodloužení, R - remízy, P - porážky, PP - porážky v prodloužení, VG - vstřelené góly, OG - obdržené góly, +/- - rozdíl skóre, B - body, KPW - Konference Prince z Walesu, CK - Campbellova konference, ZK - Západní konference, VK - Východní konference, fialové podbarvení - reorganizace, změna skupiny či soutěže
| USA / Kanada (1941 – 1942) |      |        |    |    |    |   |    |    |     |     |     |    |        |          |
| Sezóny                     | Liga | Úroveň | Z  | V  | VP | R | PP | P  | VG  | OG  | +/- | B  | Pozice | Play-off |
| 1941/42                    | NHL  | 1      | 48 | 16 | –  | 3 | –  | 29 | 133 | 175 | -42 | 35 | 7.     | Ne       |